# XL Sisters
Az XL Sisters magyar rockegyüttes volt az 1990-es években. Elnevezésének némileg ellentmondó módon kizárólag férfiak alkották, két frontembere Demeter György és Vértes Attila voltak. Körülbelül másfél éves fennállásuk alatt egy nagylemezt adtak ki, melynek címadó dala, a Nagy test, nagy élvezet népszerű sláger lett, de az együttes ezt követően mégis hamar feloszlott.

## Története
A zenekart 1992-ben hívta életre Demeter György és Vértes Attila, utóbbi nem sokkal korábban hagyta ott a Dance együttest. Az új formáció magját ők ketten alkották szólóénekes duóként, mögöttük a zenei hátteret egy többnyire háromtagú sessionzenekar adta, melyben szólógitáron Alapi István, basszusgitáron Makovits Dénes, dobon pedig Hetényi Zoltán játszott. Egyes források szerint zenélt még az együttesben szólógitáron Kriványi Attila és billentyűkön (szintetizátoron) Krivickíj Jevgenyíj Zsenya is.
Még az alakulásuk évében jelentették meg egyetlen lemezüket, a Szigeti Ferenc által vezetett Polygram Zebra kiadásában, Nagy test, nagy élvezet címmel, melyen tizenkét szám szerepelt. A számok szövegét jellemzően Demeter György írta, zeneszerzőként pedig Alapi István jegyezte a dalok többségét (szám szerint hetet). A címadó dal – Demeter György szerzeménye – igazi bulizós rocksláger lett, de a népszerűsége kevés volt a zenekar egyben tartásához, az együttes így mintegy másfél év után, a következő évben feloszlott. A megszűnésben közrejátszott, hogy Vértes szerepet kapott Koltay Gergely Atilla, isten kardja című rockoperájában, melynek próbái ütköztek egy, a Rapülőkkel közös, már lefoglalt koncerttel. Demeter azért is méltán neheztelhetett Vértesre, mert egy évvel korábban ő kapott hasonló felkérést egy rockoperában való fellépésre, és barátját is beprotezsálta, az azonban 1993-ban kísérletet sem tett e gesztus viszonzására.
Túl volt már sikerei csúcsán, de még együtt volt az együttes, amikor testalkati hasonlóságaik okán felmerült egy közös projekt lehetősége a Pa-dö-dő együttessel. Demeter György egy 2011-es visszaemlékezése szerint a Magyar Televízió egyik akkori intendánsa vetette fel számukra, hogy Amerikában felfigyeltek rájuk, sőt megszületett az előbb említett közös projekt ötlete is. Demeter úgy képzelte, hogy a két páros együttes produkciója (Z)ABBA néven futhatna, és ötlete tetszést is aratott, de megvalósulásra valami miatt végül mégsem került sor.
2011-ben az együttest alapító két énekes elhatározta, hogy megalakulásuk 20. évfordulóját egy koncerttel ünneplik meg, a budapesti SYMA Csarnokban. Azt nem tudták megszervezni, hogy az eredeti felállásban lépjenek a közönség elé, így basszusgitárosnak erre a koncertre Mezőfi Józsefet, billentyűsnek Gyulai Zsoltot, szólógitárosnak Alexa Sándort, dobosnak pedig Banai Szilárdot kérték fel.

## Elnevezésük
Az XL Sisters elnevezés a világ nagy számú, családi alapon szerveződött zenekara által előszeretettel használt Brothers vagy Sisters utótagú elnevezések (-fivérek vagy -nővérek) mintájára, de nyilvánvalóan parodisztikus jelleggel született meg, hiszen a tagok mindegyike férfi volt. A paródiajelleget, de legalábbis a humoros hatást fokozta a ruhaiparban használt és a nagy testméretre utaló XL előtag is, hiszen a zenekar több tagja erőteljes testfelépítéssel, emellett pedig a két szólóénekes elég erőteljes hanggal is bírt. Legnagyobb slágerük is azt az életérzést fejezte ki, hogy nemcsak felvállalják, de büszkén viselik is figyelemre méltó testi adottságaikat.
Demeter György 2011-es visszaemlékezése szerint a Sisters utótag választásánál szempontként merült fel az is, hogy könnyű kimondani, sőt még szinte rímel is az XL előtagra.

## Arculatuk
Az együttes arculatát a két frontember – Demeter György egy későbbi megfogalmazása szerint „két hústorony” – megjelenése határozta meg, akik jellemzően tetőtől talpig szegecses bőrruhákban, láncokkal, hosszú (Vértes hosszú szőke, Demeter hosszú fekete) hajjal és rocker külsővel „nyomták” teli torokból a rock and rollt, szándékoltan túljátszott macsós gesztusokkal, alfahímes megnyilatkozásokkal. Dalaik témaválasztása nem volt kifejezetten bonyolult, elsősorban a rock and rollról, az ivásról és a szexről szóltak.

## Hatásuk a kultúrára
- Legismertebb számukat az Irigy Hónaljmirigy paródiazenekar is feldolgozta, az így létrejött rockparódia címe Koleszterin Szisztersz: Két kézzel étkezem.[2]
- Ugyanez a szám ihlette a „Kispest, kis élvezet” csúfoló rigmust, amivel az ellenfél szurkolói az 1990-es években gyakran illették a Kispest-Honvéd játékosait.

## Diszkográfia

### Nagylemezek
- Nagy test, nagy élvezet (1992)

1. Nagy test, nagy élvezet
2. Nem akarom veled
3. Jó voltál
4. Nem kell, hogy szeress!
5. Öreg rocker
6. Találj egy másikat
7. Éjféli angyal
8. Nyílj meg föld
9. Visszakézből rock & roll
10. Hé, lány
11. Veled együtt
12. Helló lányok